# Ribeirão Pires
Ribeirão Pires est une ville de l'État de São Paulo dans la Région métropolitaine de São Paulo comprise dans un groupe de villes connu comme Région du Grand ABC.
Ses municipalités limitrophes sont Ferraz de Vasconcelos au nord, Suzano au nord-est et à l'est, Rio Grande da Serra au sud-est et au sud, Santo André au sud-ouest et Mauá au nord-ouest. La municipalité est desservie par la ligne 10 de la CPTM. Elle devint une municipalité en 1953, quand elle fut séparée de Santo André.

## Station touristique
Ribeirão Pires est une des 29 municipalités de l'État de São Paulo considérées comme stations touristiques parce qu'elles remplissent des conditions définies par une loi de l'État. Ce statut garantit à ces municipalités une plus grande subvention de l'État pour la promotion du tourisme régional. La municipalité peut aussi adjoindre à son nom le titre "Estância Turística" dans tous les documents.

## Histoire
Les premières références documentaires spécifiques sur la région  surgissent au XVIIe siècle. En 1677, le capitaine-mor Antônio Correia de Lemos fut nommé pour son administration à cause de la découverte de gisements d'or. Il fixe sa résidence à l'actuel Pilar Velho. En 1715, on construit l'Église de Notre Dame du Pilar. En 1716, s'installe dans la localité la famille du maître de camps qui donna son nom à la région (Ribeirão Pires = Rivière de Pires). Le quartier du Pilar comprenait les aires des actuelles Ribeirão Pires et Mauá.
Lors de la construction de la ligne de chemin de fer, en 1867, il n'y avait pas d'arrêt dans la région, les plus proches étaient ceux de São Bernardo (actuel Santo André) et de Rio Grande da Serra. En 1883 est créée la gare de Mauá et le 1er mars 1885 fut inaugurée celle de Ribeirão Pires.
Rapidement, en 1888, commencent à arriver les premiers immigrants italiens et le développement du petit peuplement commence à s'accentuer.
En 1895, on construit le bâtiment de l'actuelle gare de chemin de fer qui fut inaugurée le 1er janvier 1900.

## Géographie
Ribeirão Pires se situe à une altitude moyenne de 800 mètres. Son climat, comme dans toute la Région Métropolitaine de São Paulo est subtropical. L'été est tiède et pluvieux, l'hiver est agréable et relativement sec. La température moyenne annuelle est d'environ 18 °C avec 14 °C en juillet et 22 °C en février. L'indice pluviométrique annuel est aux environs de 1 499 mm.

## Démographie[4]
Données du recensement - 2008
- Population totale : 113 068 habitants (IBGE 2010)
  - Urbaine : 113 068
  - Rurale : 0
  - Surface : 98,75 km2
  - Hommes : 55 318
  - Femmes : 57 750
- Densité démographique (hab./km²) : 1 145 ( IBGE 2010)
- Mortalité infantile jusqu'à 1 an (par mil) : 18,38
- Espérance de vie (années) : 69,93
- Taux de fécondité (enfants par femme) : 2,00
- Taux d'alphabétisation : 94,55 %
- Indice de Développement Humain (IDH-M) : 0,807
  - IDH-M Revenus : 0,757
  - IDH-M Longévité : 0,749
  - IDH-M Éducation : 0,915

## Maires
| Période | Période | Identité        | Étiquette | Qualité |
| ------- | ------- | --------------- | --------- | ------- |
| 2009    | 2012    | Clovis Volpi    | PV        |         |
| 2013    | 2016    | Saulo Benevides | PMDB      |         |

## Transports en commun
Comme presque toutes les municipalités qui font partie de la Région Métropolitaine de São Paulo, la municipalité a ses limites conurbaines (forment une aire urbaine continue) ce qui fait qu'une grande partie de ses habitants travaillent dans les cités voisines, spécialement celles du Grand ABC. Cette caractéristique fait que la municipalité développa un système de transport en commun adapté avec des pics d'utilisation durant une partie de la nuit et au commencement du jour, qui incorpore indirectement les réseaux (intercommunaux) de trains de la CPTM et d'autobus de la EMTU. Ainsi, nous pouvons dire que le système de transport en commun de Ribeirão Pires est formé par
- les autobus municipaux (opérés par une entreprise particulière - Rigras) et avec des terminus centraux au "Terminal Rodoviário de Ribeirão Pires" (TERRP). Cette centralisation amena à implanter un système d'intégration où le passager peut changer d'autobus pour continuer son voyage sans payer à nouveau.

- les autobus intermunicipaux opérés par des entreprises particulières mais sous tutelle de l' "Empresa Metropolitana de Transportes Urbanos"(EMTU), organe du gouvernement de l'État de São Paulo et qui relient Ribeirão Pires à diverses municipalités du Grand São Paulo et régions de la capitale de l'État.
- le TEERP reçoit aussi des autobus intermunicipaux qui desservent diverses régions de l'État comme le Littoral et la Vallée du Paraïba.
- les trains de la" Companhia Paulista de Trens Metropolitanos" (CPTM) qui parcourent la ligne 10 "Turquoise"  "Luz - Rio Grande da Serra", et des intégrations gratuites avec d'autres lignes de train:
  - Ligne 7 Rubi (Luz - Francisco Morato - Jundiaí)
  - Ligne 11 Corail (Luz - Estudantes)
  - Ligne 12 Safir (Brás - Calmon Viana)

et des intégrations gratuites avec les lignes du métro de São Paulo
- Ligne 1 Bleue (Jabaquara X Tucuruvi), à la Station Luz.
- Linha 3 Rouge (Corinthians-Itaquera X Palmeiras Barra Funda), à la Station Braz
- Linha 2 Verte (Vila Madalena - Vila Prudente), à la Station Tamanduateí.

À la Station Prefeito Celso Daniel - Santo André, il est possible de faire l'intégration payante avec le " Corredor Metropolitano de Trólebus da Metra" à destination de Diadema, Ferrazópolis (São Bernardo do Campo) ou  São Mateus (Distrito de São Paulo).

## Tourisme
Le tourisme à Ribeirão Pires est encore en développement. Il manque des lieux de loisir et de récréation. Les principales manifestations sont dirigées vers la propre communauté. Et on ne peut citer que peu de points touristiques:
- la Pierre de l'Éléfant : située à la Quarta Divisão est un des premiers points touristiques de la municipalité où on a extrait et commercialisé des pierres. De là on peut voir Suzano et la zone Est de São Paulo.
- le belvédère de la Butte de Saint Antoine : c'est un des principaux points touristiques de la municipalité. Le style arquitectonique de la chapelle est inspiré de l'architecture coloniale. On peut y obtenir la meilleure vue panoramique de la municipalité à 360º ; on peut même voir la Represa Billings.
- Le belvédère de Saint José à 801 mètres d'altitude, il permet une vision privilégiée de la région centrale de Ribeirão Pires. Il y a là une statue de Saint José, considéré comme le patron de la municipalité.

Parmi les événements annuels réalisés dans la municipalité, on trouve :
- La Fête du Pilar: la manifestation la plus traditionnelle de la municipalité. Elle fait partie de la célébration de l'anniversaire de la municipalité au mois de mars. Célébrée à l'église du Pilar, elle comprend des présentations folkloriques, la vente d'alimentation typique et des spectacles avec divers artistes.
- Le festival du chocolat: Événement réalisé depuis 2005, il est le cinquième plus grand festival du genre de l'État de São Paulo. On y trouve une grande quantité de chalets qui vendent du chocolat et d'autres aliments. L'attraction principale sont les spectacles d'artistes connus.
- Le semi-marathon country : Course à pied qui a pour trajet les rues de la municipalité et les chemins de la "Mata Atlântica" qui se réalise tous les ans depuis 2001 et compte avec la participation du Rotary club local et la Préfecture.

## Routes
- SP-31 - Rodovia Índio Tibiriçá
- SP-43 - Estrada de Taiaçupeba/ Estrada da Quinta Divisão
- SP-122 - Rodovia Dep. Antonio Adib Chammas
- Rodoanel Mário Covas (La route traverse la commune mais il n'y en a pas d'accès direct )

## Santé
- L'hôpital et Maternité São Lucas - Maintenu par la Préfecture : cas d'urgence et spécialités

Le réseau particulier possède diverses cliniques et l'hôpital de référence:
- Hôpital et Maternité Ribeirão Pires, a diverses spécialités, réalise des examens complexes et cas d'urgence

## Hydrographie
La municipalité est coupée par le Ribeirão Pires qui lui a donné son nom. Il y a aussi des sources qui sont exploitées comme source d'eau minérale ce qui est une grande activité économique de la municipalité. Citons aussi un bras de la Represa Billings qui baigne la municipalité.

## Journaux
Ribeirão Pires possède trois journaux qui circulent dans la cité:  A Voz de Ribeirão Pires, Mais Noticias et Folha de Ribeirão, tous avec des informations sur Ribeirão Pires, Mauá et Rio Grande da Serra.